# Куликовка (Вольский район)
Куликовка — село в Вольском районе Саратовской области в составе Талалихинского муниципального образования.

## География
Находится на расстоянии примерно 18 километров по прямой на север-северо-восток от восточной окраины города Вольск.

## История
Село было основано в 1767 году. Название — от фамилии помещиков Куликовских, которые перевели часть своих крестьян в Саратовскую губернию. В канун отмены крепостного права в Куликовке насчитывалось 1670 жителей (201 двор). В 1841 году построена каменная церковь. Но значительная часть жителей перешла беспоповское направление старообрядчества. В 1910 году в Куликовке насчитывалось 525 дворов и 2866 жителей. В 1930 году был создан совхоз «Большевик».

## Население
Население составляло 380 человека в 2002 году (95 % русские), 264 в 2010.

## Инфраструктура
Село частично газифицировано, работают детский сад и основная школа, дом культуры, библиотека, отделение связи, фельдшерско-акушерский пункт, три магазина, ООО «Куликовское».